# MV Polar Pioneer
MV Polar Pioneer – turystyczny statek pasażerski. Dawniej używany jako statek badawczy. Obecnie przewozi także zaopatrzenie i uczestników wypraw antarktycznych organizowanych przez Zakład Biologii Antarktyki PAN na Polskiej Stacji Antarktycznej im. Henryka Arctowskiego.

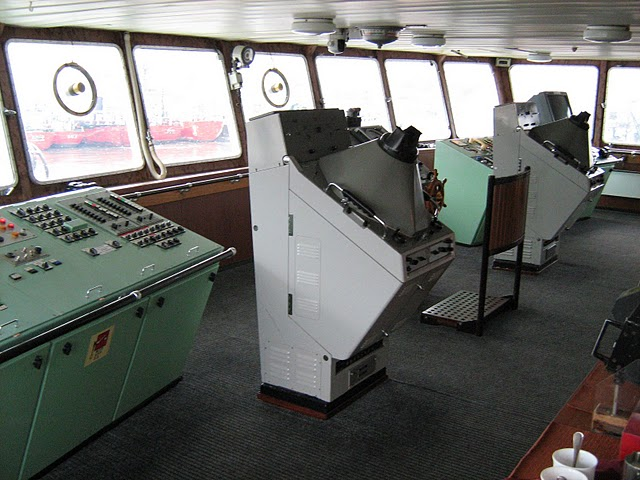
Mostek kapitański MV Polar Pioneer